# Kentarō Moriya
Kentarō Moriya (森谷 賢太郎 Moriya Kentarō?, Kanagawa, 21 de septiembre de 1988) es un exfutbolista japonés que jugaba como centrocampista.

## Trayectoria

### Clubes
| Club                | País  | Año       |
| ------------------- | ----- | --------- |
| Yokohama F. Marinos | Japón | 2011-2012 |
| Kawasaki Frontale   | Japón | 2013-2018 |
| Júbilo Iwata        | Japón | 2019-2020 |
| Ehime FC (cedido)   | Japón | 2020      |
| Ehime FC            | Japón | 2021      |
| Sagan Tosu          | Japón | 2022-2024 |

## Palmarés

### Títulos nacionales
| Título    | Club              | País  | Año  |
| --------- | ----------------- | ----- | ---- |
| J1 League | Kawasaki Frontale | Japón | 2017 |
| J1 League | Kawasaki Frontale | Japón | 2018 |